# 안동현 (경제학자)
안동현은 경제학자로,  서울대 경제학과 교수직에 재직하였다. 자본시장연구원장직을 맡은 바 있다. 고려대와 미국 뉴욕대에서 경영학 전공 석박사 학위 과정을 마쳤다. 그 이후 노스캐롤라이나 경영대학 부교수를 거쳐 서울대 경제학부 교수로 재직했다. 국민경제자문위원회, 금융발전심의위원회, 공적자금관리위원회 등의 위원으로 활동한 바 있는 금융·자본시장 분야 전문가다.